# Новиков, Александр Александрович (футболист)
Алекса́ндр Алекса́ндрович Но́виков (12 октября 1984, Омск, СССР) — российский футболист, полузащитник.

## Биография
Родился в Омске. Футболом начал заниматься в 8 лет. Профессиональную карьеру начинал в «Чкаловце-Олимпике». После года, проведенного в Новосибирске, его заметили в Омске и пригласили в «Иртыш», где он стал твердым игроком основы на ближайшие 5 лет.
В 2009 году подписал контракт с «Уралом», однако сезон 2009 года провёл в красноярском «Металлурге», где провёл всего 8 матчей. С 2010 по 2017 годы выступал в «Урале». Дебютная игра пришлась на 27 марта 2010 года против «Мордовии». В премьер-лиге дебютировал 1 сентября 2013 года против «Рубина» (0:3).
Летом 2017 года вернулся в Красноярск, подписав контракт с «Енисеем».

## Достижения

### Командные
«Урал»
- Победитель Первенства ФНЛ: 2012/13
- Обладатель Кубка ФНЛ: 2012, 2013
- Финалист Кубка России: 2016/17